# Церква Святої Трійці (Жовква)
Церква Пресвятої Трійці — дерев'яна церква у м. Жовква Львівської області, споруджена 1720 року. Видатна пам'ятка архітектури та монументального мистецтва галицької школи. 21 червня 2013 року на 37-й сесії Комітету Світової спадщини ЮНЕСКО, що проходила у Камбоджі, Церква Пресвятої Трійці, разом з іншими дерев'яними церквами карпатського регіону, була внесена до списку світової спадщини ЮНЕСКО.

## Історія
Першу будівлю церкви звели 1601 року. 17 червня 1719 року в місті спалахнула пожежа, яка поширилася на схід і знищила все Львівське передмістя. Тоді згорів і храм Пресвятої Трійці. Нову церкву, що збереглася й донині, було збудовано у 1720 році коштом парафіян та королевича Константія Владислава Собєського на місці згорілої.
Приміщення церкви було передано у користування музею, а вже в часи незалежності було передано спочатку православній, а потім греко-католицькій громаді. Храм належав УГКЦ з часу заснування. В 1993 церква знову передана вірянам УГКЦ.

## Архітектура
Церква становить собою дерев'яну тризрубну будівлю із цегляною добудовою — ризницею. Білокам'яне обрамлення вікон та портал перенесені сюди із розібраної замкової вежі.
У церкві знаходиться п'ятиярусний іконостас, що налічує приблизно 50 ікон, створений майстрами Жовківської школи малярства та різьби Івана Рутковича на початку XVIII ст. В іконописі втілено новаторський пошук — образи святих наділені елементами українського типажу. Іконостас виготовлений з липи, його декор має глибоке різьблення, котре виконав Ігнатій Стобенський. У 1978—79 роках церкву і, зокрема, іконостас було реставровано. 

## Світлини

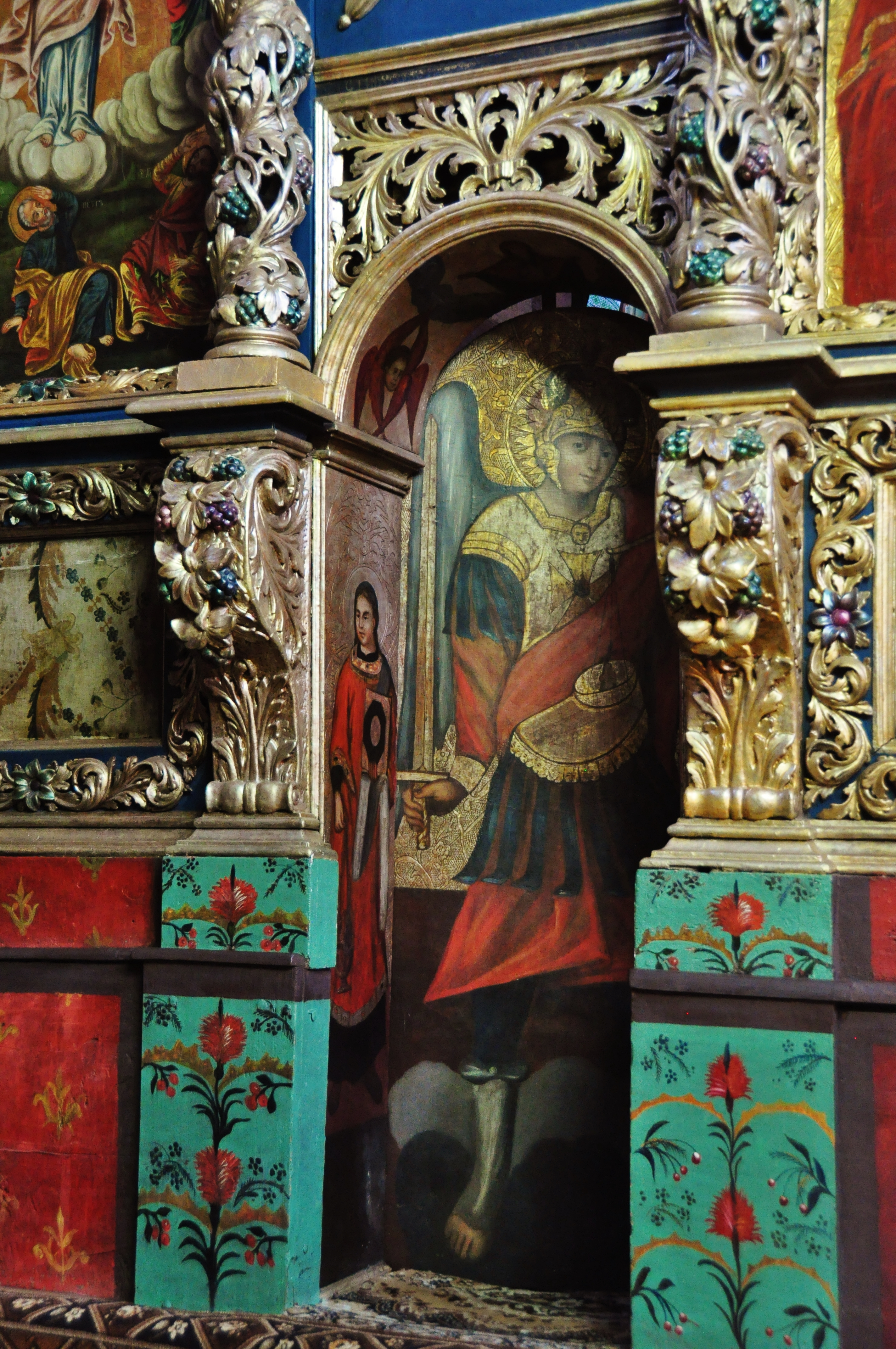
Архангел Михаїл на лівих дверях
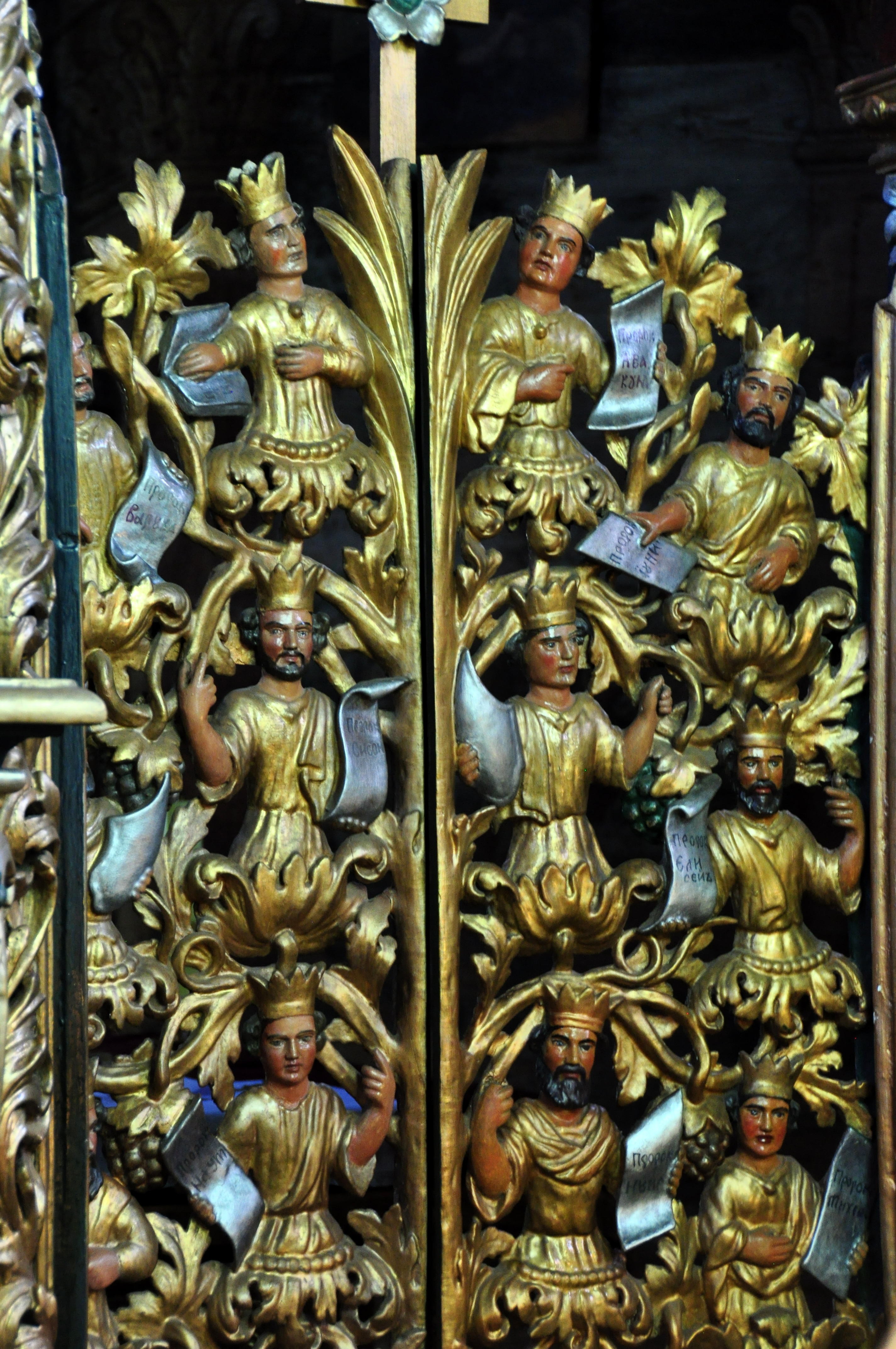
Царські Врата
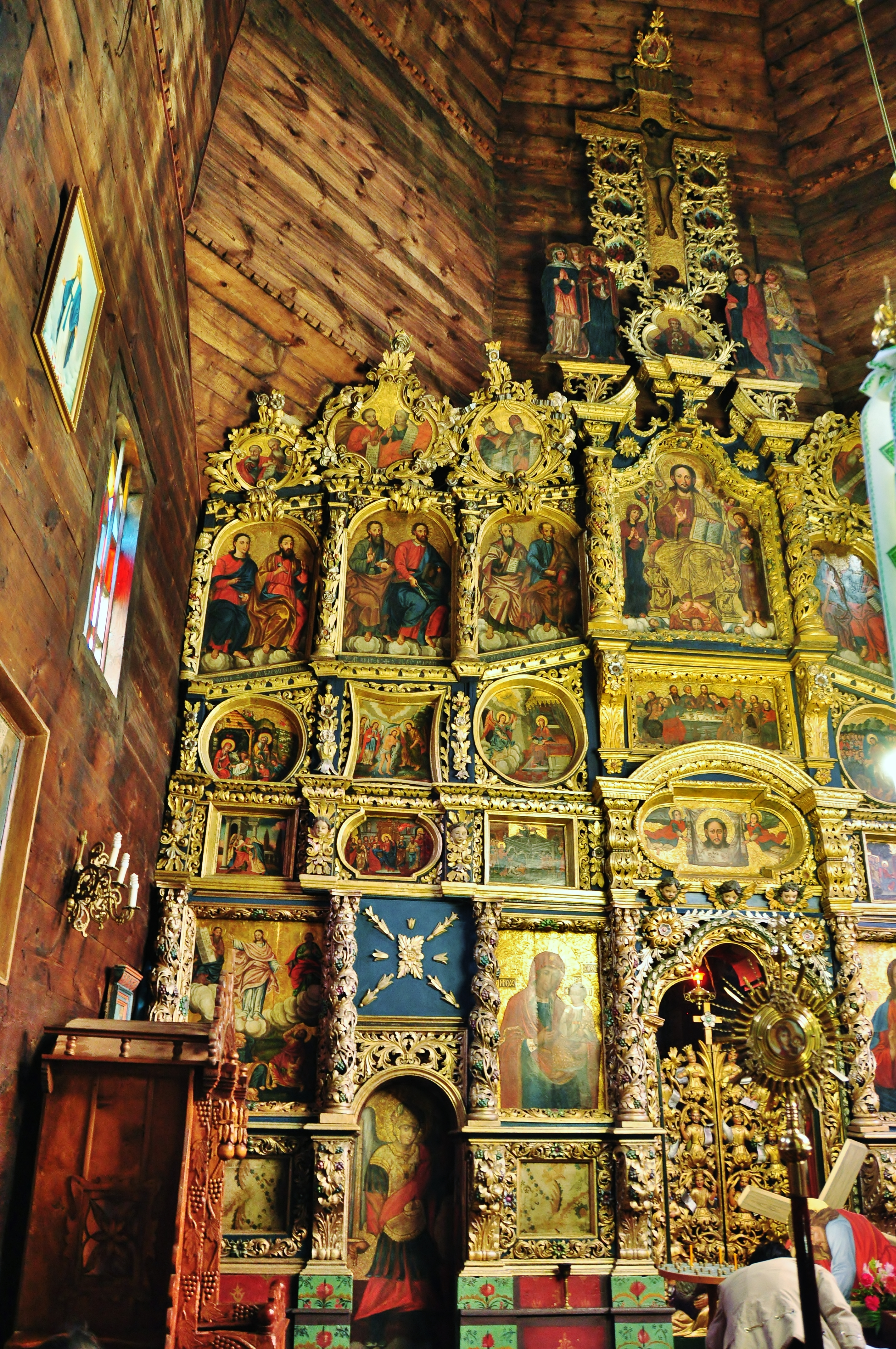
Іконостас
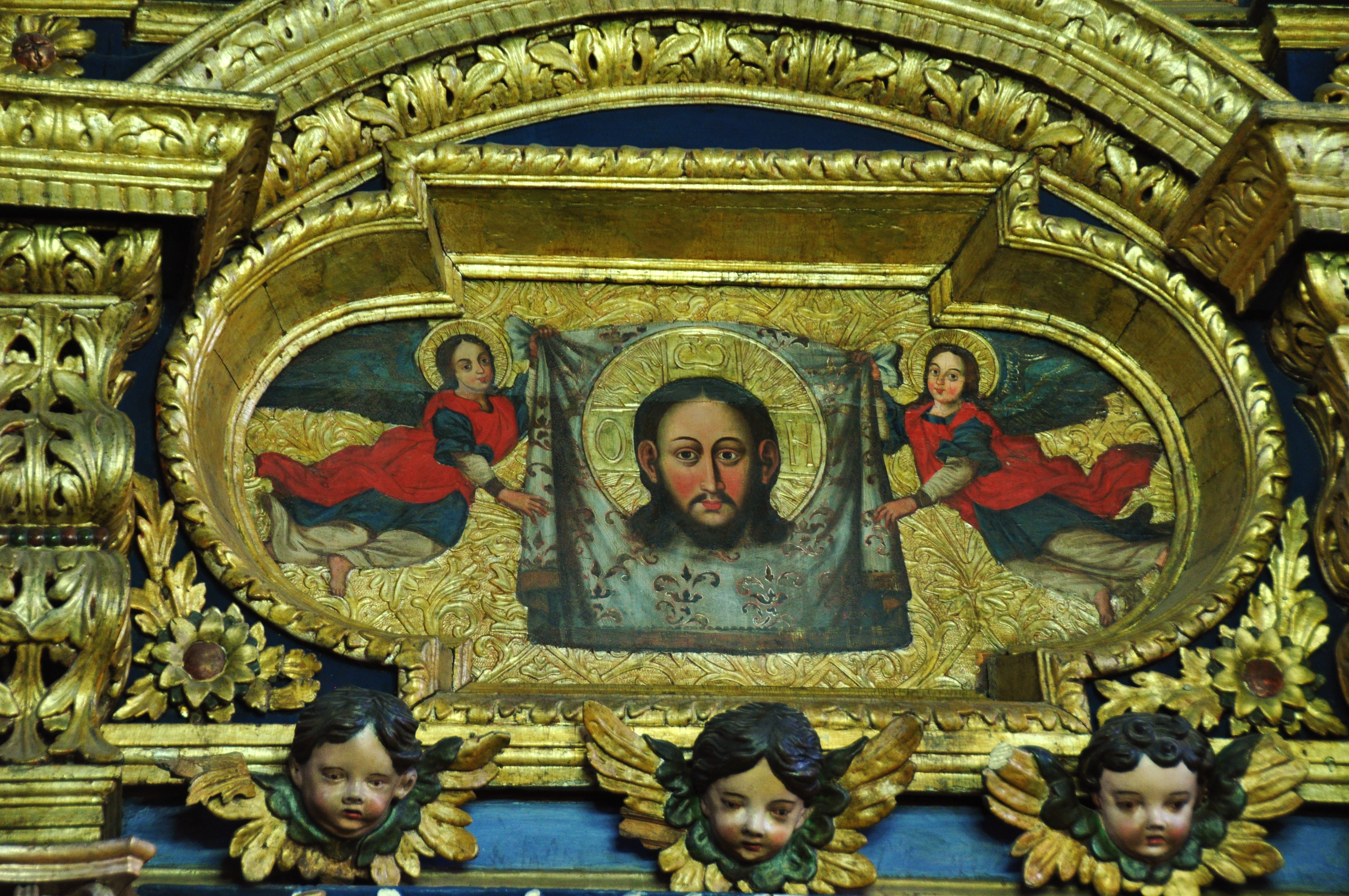
Ікона Нерукотворного Спаса
Оклад Євангелія із давньої церкви (XVII ст.)
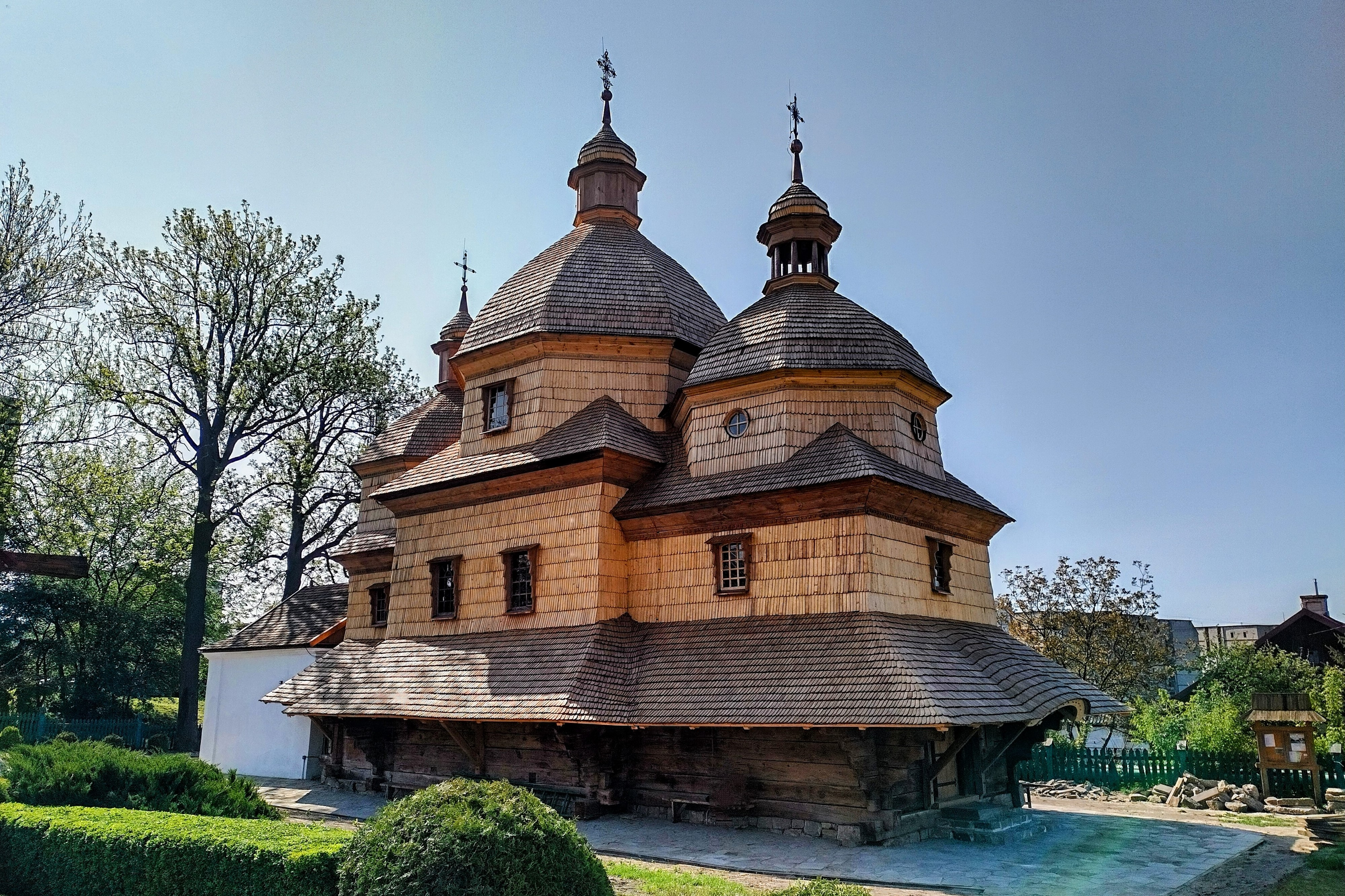
Кутовий вигляд на церкву